# Ninidrina
A ninidrina (2,2-diidroxi-hidrindeno-1,3-diona) é um produto químico utilizado para a detecção de  aminas primárias, particularmente de aminoácidos. Ao reagir com essas aminas livres, uma cor azul escura ou roxa, conhecida como púrpura de Ruhemann é produzida. A ninidrina é comumente usada para detectar impressões digitais, já que, graças a sua reação com os aminogrupos terminais das moléculas de lisina incorporadas nas proteínas ou peptídeos, é suficientemente sensível para revelar resíduos de pele.